# Путешествия натуралиста
«Путеше́ствия натурали́ста» — познавательная телепередача о путешествиях, зоопарках, животных и природе, выходившая на разных телеканалах (НТВ, «Первый канал», «Культура», «Бибигон» и Моя планета) с 12 сентября 1999 по 23 мая 2009 года.

## История
В 1996 году Михаил Ширвиндт, один из руководителей телекомпании «Живые новости», пригласил Павла Любимцева в одноимённую передачу, первый эфир которой состоялся 16 ноября 1996 года на НТВ, сначала в качестве автора текстов, а потом — в качестве ведущего. В итоге возникла рубрика «А вы знаете, что…». Программа прекратила существование в январе 1999 года, после дефолта 1998 года.
Незадолго до закрытия «Живых новостей» возникла идея создания авторской программы Павла Любимцева «Зоопарки мира». Но проект не был осуществлён из-за экономического кризиса. Его удалось запустить через год по инициативе генерального продюсера НТВ Александра Левина и под иным названием.
12 сентября 1999 года телепрограмма «Путешествия натуралиста» вышла в эфир на НТВ.
Вследствие распада телеканала НТВ в 2002 году Любимцев по собственной инициативе уходит с канала, даже не дождавшись истечения контракта. Всего телеканал НТВ показал 154 выпуска «Путешествий натуралиста». С осени 2002 года по лето 2004 года на НТВ были показаны повторы некоторых передач.
С 14 сентября 2002 года по 29 августа 2004 года «Путешествия натуралиста» выходили на «Первом канале», где они были закрыты из-за низких рейтингов.
В 2003—2004 годах телеканал НТВ хотел переманить «Путешествия натуралиста» обратно к себе, однако у Любимцева на тот момент ещё не закончился контракт с «Первым каналом», а после закрытия передачи каналом она оказалась никому не нужна. Кроме того, ещё в начале 2004 года начались проблемы с показом «Путешествий» на «Первом канале»: программа стала часто вылетать из сетки вещания по разным причинам.
Спустя полтора года после этого, 14 января 2006 года, программа вернулась в эфир уже на канале «Культура». Изначально на телеканале транслировались так называемые «последние путешествия» — 20 выпусков, которые были отсняты ещё для «Первого канала», но так и не вышли в эфир. Впоследствии передача стала выходить со свежими выпусками.
Больше года Любимцев пытался совмещать работу и в «Путешествиях натуралиста» на канале «Культура» и в «Городском путешествии» на канале «Домашний», однако после всё же сделал выбор в пользу последней передачи.
Последний выпуск, ведущим которого был Павел Любимцев, вышел в эфир 26 мая 2007 года. На решение Любимцева уйти из программы повлияла усталость самого ведущего (он успел побывать за время съёмок в 44 странах мира!), а также тот факт, что за последние 5 месяцев работы над «Путешествиями натуралиста» Александр Коняшов и Михаил Ширвиндт не заплатили Любимцеву денег. Сам Ширвиндт в ответ заявил, что «никаких денег мы ему не должны».
С 15 сентября 2007 года программа стала выходить на телеканале «Бибигон» и одновременно на канале «Культура» в рамках блока программ этого канала. С 15 сентября 2007 по 28 июня 2008 года программу вела Марина Голуб (41 выпуск).
С 6 сентября 2008 по 23 мая 2009 года программу вёл Александр Хабургаев (34 выпуска). Хабургаев с 19 сентября 2009 по 23 декабря 2011 года вёл на канале «Культура» программу «Заметки натуралиста с Александром Хабургаевым».

## Закрытие
Так как программа «Путешествия натуралиста» с момента своего возникновения держалась преимущественно только на её ведущем, Павле Любимцеве, новых ведущих, пришедших ему на смену, телезрители просто не приняли. Именно по этой причине программу окончательно закрыли 23 мая 2009 года.
Всего канал «Культура» показал 128 выпусков «Путешествий натуралиста».

## Премии
- 2001 — премия «ТЭФИ—2001» в номинации «Научно-популярная программа»
- 2002 — премия «ТЭФИ—2002» в номинации «Просветительская программа (наука)»

## Пародии
В 2002—2004 годах ОСП-студия на канале СТС неоднократно делала пародии на программу «Путешествия натуралиста», которые назывались «Приключения ботаника с Павлом Блинцевым». Ведущего Павла Любимцева пародировал Михаил Шац.

## Радио
Со 2 сентября 2002 до начала 2003 ежедневно в эфире Радио 7 выходила авторская программа Любимцева «Страничка из путешествий натуралиста». Программа выходила по будням — 8:15 и 18:15, в выходные — 10:15 и 17:15.

## Журнал
С 2002 по 2003 год издательский дом «Друг» выпускал журнал «Путешествия Натуралиста». В журнале были такие оригинальные рубрики, как: «Мировая афиша», «Весь туризм», «Путешествия с Яndex'ом».

## Книги
1. Павел Любимцев. Экзотические страны. Серия: «Путешествия натуралиста». Издательство: «Олма-Пресс», 2004. Твёрдый переплёт, 272 страницы. ISBN 5-224-04239-9 Тираж: 10000 экз. Формат: 70x90/16 (~170х215 мм)
2. Павел Любимцев. Загадки Латинской Америки. Серия: «Путешествия с натуралистом». Издательство: «Олма-Пресс», 2005. Твёрдый переплёт, 272 страницы. ISBN 5-224-05282-3 Тираж: 3000 экз. Формат: 70x90/16 (~170х215 мм)

## VHS
В 2002 и 2003 киновидеообъединение «Крупный план» выпустило 10 видеокассет «Путешествий натуралиста» продолжительностью 1,5 часа каждая.
2002
- «Путешествие по Египту»
- «Путешествие по Израилю»
- «Путешествие по Кубе»
- «Путешествие по ЮАР»

2003
- «Путешествие в Китай»
- «Путешествие по Германии»
- «Путешествие по Италии»
- «Путешествие по Каталонии»
- «Путешествие по Норвегии»
- «Путешествие по Турции»

## DVD
В 2006 году компания «Новый диск» выпустила два мультимедийных издания, созданных по материалам телепередачи «Путешествия натуралиста»:
- «Путешествия натуралиста с Павлом Любимцевым. Выпуск 1» (путешествия по Германии, Чехии, Финляндии и Швеции)
- «Путешествия натуралиста с Павлом Любимцевым. Выпуск 2» (путешествия по Испании, Тунису, Египту, Турции и Кубе)

Разработчики: Телекомпания НТВ, Телекомпания «Живые Новости», VIEM.